# Undevad
Undevad, Unevad (dansk) eller Unewatt (tysk) er en landsby i det nordlige Tyskland, beliggende ved Langballe Å i det nordlige Angel i Sydslesvig, omtrent halvvejs mellem Lyksborg by og Stenbjergkirke. I nærheden ligger Langballe (Langballig), Undevadmark (Unewattfeld), Knøs (Knös), Kragbjerg (Kreiberg), Undevadskov (Unewattholz), Grønbjerg (Grünberg), Nørremark (Norderfeld) og Terkelstoft. Det nærliggende Vesterskov kaldtes tidligere også for Undevadskov.
Undevad blev første gang nævnt i 1414. Stednavnet er sammensat af Unde- for en eng (sml. olddansk yn som sideform af oldnordisk vin) og -vad for vadested. Administrativ hører Undevad under Langballe kommune (Slesvig-Flensborg kreds). I den danske tid hørte landsbyen under Grumtoft Sogn i Husby Herred (Flensborg Amt). 
Undevad er især kendt for landskabsmuseet Angel Egnsmuseum. En vandresti fører langs med museumsøerne midt igennem landsbyen.
Rigsfeltherre Hans Schack kom fra Undevad.